# Kim Ji-eun
Kim Ji-eun (en hangul, 김지은; en hanja, 金智恩) es una actriz y modelo surcoreana.

## Biografía
Se graduó de la Universidad de Cheongju con una licenciatura en teatro y cine.
En agosto de 2021 se anunció que había dado positivo para Covid-19 después de estar en contacto con una persona positiva, por lo que recibió la atención necesaria y se recuperó. El 4 de marzo de 2022 su agencia confirmó que había dado nuevamente positiva para Covid-19.

## Carrera
Es miembro de la agencia HB Entertainment (HB엔터테인먼트).
Ha aparecido en anuncios para Bacchus-F (2016), Yohi, Daily room, McDonald's, SKT NUGUMINI, A.H.C, Good feel, Bachelor of Science, Sports Toto, Samsung Galaxy S7, Ursa, Dong-A Pharmaceutical Bacchus y Maxim Mocha Gold.
El 3 de abril de 2019 apareció por primera vez como invitada en el décimo episodio de la serie Doctor Prisoner, donde interpretó a Oh Min-jung, la ex de Kim Seok-woo (Lee Joo-seung).
En agosto del mismo año se unió al elenco recurrente de la serie Hell Is Other People (también conocida como "Strangers from Hell") donde dio vida a Min Ji-eun, una empleada de oficina y novia de Yoon Jong-woo (Im Si-wan).
El 17 de septiembre de 2021 se unió al elenco principal de la serie The Veil (también conocida como "Black Sun") donde interpretó a Yoo Je-yi, una prometedora agente del NIS y la compañera de Han Ji-hyuk (Namkoong Min), hasta el final de la serie el 23 de octubre del mismo año.
El 8 de abril de 2022 se unió al elenco principal de la serie Again My Life donde dará vida a Kim Hee-ah, la hija menor del Grupo Chunha y directora del Instituto de Investigaciones Económicas de Chunha, quien tiene un amplio conocimiento y agallas naturales. El mismo año protagonizó la serie de SBS Abogado por un dólar, con el papel de la abogada Baek Ma-ri, donde volvió a tener como coprotagonista a Namkoog Min.
Entre el otoño de 2024 y febrero de 2025 protagonizó dos series más, la exitosa comedia romántica Amor en la puerta de al lado y la comedia de época Check-in Hanyang, en lo que fue su primera incursión en el género de ficción histórica, y además con un personaje (Hong Deok-soo) que pasa la mayor parte de la trama disfrazado de hombre. Coincidiendo con la emisión de la primera, en noviembre de 2024 la actriz cambió de agencia, pasando a Namoo Actors.

## Filmografía

### Series de televisión
| Año     | Título                       | Personaje     | Canal     | Notas                    | Ref.          |
| ------- | ---------------------------- | ------------- | --------- | ------------------------ | ------------- |
| 2016    | The Royal Gambler (Jackpot)  | Kisaeng       | SBS       |                          |               |
| 2016    | Entertainer                  | Estudiante    | SBS       |                          |               |
| 2016    | Mirror of the Witch          | Kisaeng       | jTBC      |                          |               |
| 2016    | Wanted                       | Enfermera     |           |                          |               |
| 2016    | W                            | -             | MBC       |                          |               |
| 2017    | Romance Full of Life         | Enfermera     |           | 2 episodios              |               |
| 2018    | Nice Witch (The Good Witch)  | Wang Ji-yeong | SBS       |                          |               |
| 2018    | Lovely Horribly              | Lee Soo-jung  | KBS2      |                          |               |
| 2019    | Children of Nobody           | Min-joo       |           |                          |               |
| 2019    | Doctor Prisoner              | Oh Min-jung   | KBS       | 2 episodios - (invitada) |               |
| 2019    | Hell Is Other People         | Min Ji-eun    |           |                          |               |
| 2021    | The Veil                     | Yoo Je-yi     | MBC       |                          | [ 14 ]        |
| 2022    | Again My Life                | Kim Hee-ah    | SBS       |                          | [ 15 ] [ 16 ] |
| 2022    | Abogado por un dólar         | Baek Ma-ri    | SBS       |                          | [ 10 ]        |
| 2023    | Echándote de menos           | Ko Young-joo  | ENA       |                          | [ 17 ] [ 18 ] |
| 2024    | Amor en la puerta de al lado | Jung Mo-eum   | tvN       | 16 episodios             | [ 19 ] [ 20 ] |
| 2024-25 | Check-in Hanyang             | Hong Deok-soo | Channel A | 16 episodios             | [ 21 ] [ 22 ] |

### Series web
| Año  | Título                           | Personaje   | Notas        | Ref.          |
| ---- | -------------------------------- | ----------- | ------------ | ------------- |
| 2017 | The Best Moment To Quit Your Job | Hyun-yi     | 8 episodios  |               |
| 2019 | I Have Three Boyfriends          | Ra-hee      | 10 episodios |               |
| 2024 | Branding in Seongsu              | Kang Na-eon | 12 episodios | [ 23 ] [ 24 ] |

### Películas
| Año  | Título                         | Personaje               | Notas |
| ---- | ------------------------------ | ----------------------- | ----- |
| 2014 | Hot Young Bloods               | Compañera de Young-sook |       |
| 2015 | Gangnam 1970                   | Yeo Jong-eob            |       |
| 2015 | Strange Hair Salon             | Jo Mi-ae                |       |
| 2015 | Tattoo                         | Novia                   |       |
| 2018 | The Drug King                  | Esposa de Choi Jin-pil  |       |
| 2019 | Your Name is Rose              | Invitada Renoir         |       |
| 2019 | Long Live The King: Mokpo Hero | Joon                    |       |

### Programas de variedades
| Año  | Título                        | Función      | Canal   | Notas        | Ref.   |
| ---- | ----------------------------- | ------------ | ------- | ------------ | ------ |
| 2020 | Just Comedy: Comedy x Mystery |              |         |              |        |
| 2023 | De los 19 a los 20            | Presentadora | Netflix | 10 episodios | [ 25 ] |

### Aparición en videos musicales
| Año  | Intérprete(s)                  | Canción                                | Notas |
| ---- | ------------------------------ | -------------------------------------- | ----- |
| 2016 | Baek A-yeon                    | "So-So" (쏘쏘)                         |       |
| 2016 | Coin Classic                   | "Sugarfree Girl" (무설탕소녀)          |       |
| 2016 | 2PM                            | "Promise (I'll Be)"                    |       |
| 2017 | F.T. Island feat. Kim Na-young | "Lovesick" (사랑앓이)                  |       |
| 2017 | Day6                           | "What Can I Do" (좋은걸 뭐 어떡해)     |       |
| 2017 | Day6                           | "I Loved You"                          |       |
| 2017 | Day6                           | "When You Love Someone" (그렇더라고요) |       |
| 2017 | Yesung                         | "Hibernation" (겨울잠)                 |       |
| 2017 | Junoflo                        | "Ghood Morning" (오늘도)               |       |
| 2018 | Paul Kim                       | "Premonition" (느낌)                   |       |
| 2018 | Yong Jun-hyung feat. 10cm      | "Sudden Shower" (소나기)               |       |

### Revistas / sesiones fotográficas
| Año  | Título           | Notas               |
| ---- | ---------------- | ------------------- |
| 2022 | Singles magazine | junto a Lee Joon-gi |

## Premios y nominaciones
| Año  | Premios                   | Categoría                                                     | Trabajo                           | Resultado | Ref.   |
| ---- | ------------------------- | ------------------------------------------------------------- | --------------------------------- | --------- | ------ |
| 2020 | Seoul International Drama | Mejor actriz en serie Hallyu                                  | I Have Three Boyfriends           | Nominada  | [ 27 ] |
| 2021 | 2021 MBC Drama            | Mejor actriz revelación                                       | The Veil                          | Ganadora  | [ 28 ] |
| 2022 | SBS Drama                 | Premio a la excelencia, actriz en miniserie romántica/comedia | Abogado por un dólar              | Ganadora  | [ 29 ] |
| 2022 | SBS Drama                 | Premio a la excelencia, actriz en miniserie de fantasía       | Again My Life                     | Nominada  |        |
| 2023 | 14.º Korea Drama          | Premio a la excelencia                                        | Echándote de menos                | Ganadora  | [ 30 ] |
| 2023 | SBS Entertainment         | Mejor debutante                                               | Inkigayo, Neighborhood Cool House | Ganadora  | [ 31 ] |